# РК Планинка
Рукометни клуб Планинка је рукометни клуб из Куршумлије, Србија.
Клуб се до сезоне 2010/11. такмичио у Суперлиги Србије, али је одустао од учешћа у Суперлиги у сезони 2011/12. Од сезоне 2012/13. се такмичи у Првој лиги Србије-група Исток, другом рангу такмичења.

## Историја
Клуб је основан 2. септембра 1994. под именом „Младост - Планинка“, да би касније променио име у РК „Планинка“.
1994. клуб почиње да се такмичи у међуокружној лиги Прокупље-Ниш-Пирот. Већ у сезони 1995/96. обезбеђује пласман у Прву српску лигу „Исток 1“. Следећих неколико година се такмичи у Првој српској лиги „Југ“, да би коначно у сезони 2001/02. изборио пласман у Другу савезну лигу. Клуб је исте сезоне стигао до полуфинала Купа Србије и полуфинала Купа СР Југославије, где је био поражен од Црвене звезде и Партизана.
Клуб након две године играња у Другој савезној лиги остварује највећи успех у историји клуба, пласман у Прву савезну лигу. У сезони 2003/04. клуб постиже још један историјски успех освајањем Купа Србије, а у првој сезони у елитном рангу клуб заузима 4. место.
У сезони 2004/05. Планинка понавља успех из претходне сезоне и осваја Куп Србије. 2006. након распада Србије и Црне Горе, такмичење наставља у Суперлиги Србије. Од тада најбољи резултат Планинка је забележила у сезони 2007/08. када је заузела 8. место. Такође исте сезоне клуб је стигао до полуфинала Купа Србије, где је поражен од Партизана.
Клуб се до сезоне 2010/11. такмичио у Суперлиги Србије, али је одустао од учешћа у Суперлиги у сезони 2011/12. па је пребачен два ранга ниже, у Другу лигу Југ. Клуб је у свом називу до 2011. носио име „Пролом воде“, бренда компаније „Планика“ са којом је клуб имао спонзорски уговор, тако да је пун назив клуба био „РК Планинка Пролом вода“. У Другој лиги Југ већ у првој сезони Планинка је освојила прво место и пласирала се у виши ранг, Прву лигу Србије, која је од сезоне 2012/13. подељена у три групе, а Планинка ће се такмичити у групи Исток.